# Hinako Note
Hinako Note (ひなこのーと?, Hinako Nōto) è un manga yonkoma scritto e disegnato da Mitsuki, la cui serializzazione è iniziata ad agosto 2014 sul Comic Cune di Media Factory, la quale è stata in origine un supplemento al Monthly Comic Alive sino all'agosto 2015. Hinako Note è anche disponibile sul sito web ComicWalker di Kadokawa Shoten. Un adattamento anime, prodotto da Passione, è stato trasmesso in Giappone tra il 7 aprile e il 23 giugno 2017.

## Personaggi
Hinako Sakuragi (桜木 ひなこ?, Sakuragi Hinako)
Doppiata da: Mao Ichimichi
Kuina Natugawa (夏川 くいな?, Natsugawa Kuina)
Doppiata da: Miyu Tomita
Mayuki Hiiragi (柊 真雪?, Hiiragi Mayuki)
Doppiata da: Yui Ogura
Chiaki Ogino (荻野 千秋?, Ogino Chiaki)
Doppiata da: Hisako Tōjō
Yua Nakajima (中島 ゆあ?, Nakajima Yua)
Doppiata da: Marika Kōno
Ruriko Kuroyanagi (黒柳 るり子?, Kuroyanagi Ruriko)
Doppiata da: Yuri Yoshida

## Media

### Manga
Hinako Note è un manga yonkoma scritto e disegnato da Mitsuki, una mangaka giapponese che disegna principalmente manga per adulti. La serie viene serializzata a partire dal numero di ottobre 2014 della rivista Comic Cune di Media Factory, pubblicato il 27 agosto 2014. Inizialmente, Comic Cune era un supplemento presente nel Monthly Comic Alive, mentre in seguito è divenuto un periodico indipendente a partire dal numero pubblicato il 27 agosto 2015. Hinako Note è anche disponibile sul sito web ComicWalker di Kadokawa Shoten. Sette volumi tankōbon sono stati pubblicati tra il 27 agosto 2015 e il 27 marzo 2021.

### Anime
Annunciato il 27 agosto 2016 sul Comic Cune di Media Factory, un adattamento anime, prodotto da Passione e diretto da Toru Kitahata con Takeo Takahashi accreditato come capo-regista, è andato in onda dal 7 aprile al 23 giugno 2017. Le sigle di apertura e chiusura sono rispettivamente A E I U E O Ao! (あ・え・い・う・え・お・あお!?) e Curtain Call!!!!! (かーてんこーる!!!!!?), entrambe interpretate dal gruppo Gekidan Hitotose (劇団ひととせ?) (formato da M.A.O, Miyu Tomita, Yui Ogura, Hisako Tōjō e Marika Kōno). In tutto il mondo, ad eccezione dell'Asia, gli episodi sono stati trasmessi in streaming in simulcast, anche coi sottotitoli in lingua italiana, da Crunchyroll.

#### Episodi
| Nº | Titolo italiano Giapponese 「Kanji」 - Rōmaji                                                                       | In onda        | In onda |
| Nº | Titolo italiano Giapponese 「Kanji」 - Rōmaji                                                                       | Giapponese     |         |
| 1  | La mia specialità è fare lo spaventapasseri 「とくぎは、かかしです」 - To kugi wa, kakashidesu                      | 7 aprile 2017  |         |
| 2  | Tutto ha inizio da qui 「ここからはじまる」 - Koko kara hajimaru                                                    | 14 aprile 2017 |         |
| 3  | Incomprensione tra amiche 「ともだちかんちがい」 - Tomodachi kanchigai                                              | 21 aprile 2017 |         |
| 4  | L'eroina spaventapasseri 「かかしひろいん」 - Kakashi hiroin                                                        | 28 aprile 2017 |         |
| 5  | La ragazza gentile ma non troppo 「やさしくないやさしいこ」 - Yasashikunai yasashii ko                              | 5 maggio 2017  |         |
| 6  | Uno spettacolo di camerierine, fantasmi e sogni. 「めいどとおばけとゆめのぶたい」 - Meido to obake to yume no butai | 12 maggio 2017 |         |
| 7  | Il costume perduto 「まよえるみずぎ」 - Mayoeru mizugi                                                              | 19 maggio 2017 |         |
| 8  | Troppo impegno 「がんばりすぎて」 - Ganbari sugite                                                                  | 26 maggio 2017 |         |
| 9  | In ritiro tutte assieme 「がっしゅくします」 - Gasshuku shimasu                                                     | 2 giugno 2017  |         |
| 10 | Pa-pa-parata 「ぱぱぱれいど」 - Pa-pa-pareido                                                                       | 9 giugno 2017  |         |
| 11 | Un anno va e uno viene 「ゆくとしくるとし」 - Yukutoshi kurutoshi                                                   | 16 giugno 2017 |         |
| 12 | Il posto dei nostri sogni 「あこがれのばしょ」 - Akogare no basho                                                   | 23 giugno 2017 |         |